# Quai André-Rhuys
Le quai André-Rhuys est une voie publique et un quai de la Loire de Nantes, en France.

## Situation et accès
Situé sur l'Île de Nantes, le quai s'étend du quai Hoche jusqu'au pont Haudaudine, il est bitumé et ouvert à la circulation automobile, sur son tracé il rencontre la rue Michel-Columb.

## Origine du nom
Le quai est baptisé du nom d'André Rhuys de Embito (vers 1515-1580) , un riche marchand nantais du XVIe siècle, qui reçut dans sa maison des Tourelles, sur le quai de la Fosse, les rois Charles IX en 1565 et Henri III (qui n'était alors pas roi de France mais souverain de Pologne) en 1573,.

## Historique
Le quai était à l'origine plus long qu'il ne l'est de nos jours puisque avant une délibération du conseil municipal du 20 février 1996, celui-ci s'étendait vers l'ouest, jusqu'au niveau de la rue de l'Île-Mabon avant que cette section ne soit attribuée au nouveau quai François-Mitterrand.
À l'automne 2017, des travaux d'aménagement des quais André-Rhuys et Hoche débutent, ainsi que du boulevard Gaston-Doumergue qui, en 2018, parachèvent la promenade piétonne ininterrompue sur la rive nord de l'Île-de-Nantes entre le Hangar à bananes et le parc de Beaulieu. Des jeux pour enfants, des jardins partagés, des structures de musculation et de sport, sont installés sur l'ensemble du parcours
.